# Idrettsgallaen 2011
Idrettsgallaen 2011 arrangerades i Nordlyshallen (Hamar OL-Amfi) i Hamar den 8 januari 2011. På galan delades priser ut till Norges främsta idrottsutövare under 2010.

## Pristagare
- Idrettsgallaens hederspris: Hans Majestät Kung Harald V av Norge
- Årets namn: Thor Hushovd (cykel)
- Årets lag: Norges damlandslag i handboll
- Årets manlige utövare: Thor Hushovd (cykel)
- Utövarnas pris: Thor Hushovd (cykel)
- Årets eldsjäl: Ola Kjørli
- Öppen klass: Cecilia Brækhus (Boxning)
- Årets tränare: Ståle Solbakken (FC Köpenhamn)
- Årets funktionshindrade idrottsutövare: Sarah Louise Rung (simning)
- Årets förebild: Ola Vigen Hattestad (Längdåkning)
- Årets genombrott: Tarjei Bø (Skidskytte)
- Årets lagspelare: Gro Hammerseng (Handboll)
- Årets kvinnliga utövare: Marit Bjørgen (Längdåkning)